# يو اس اس كايرو

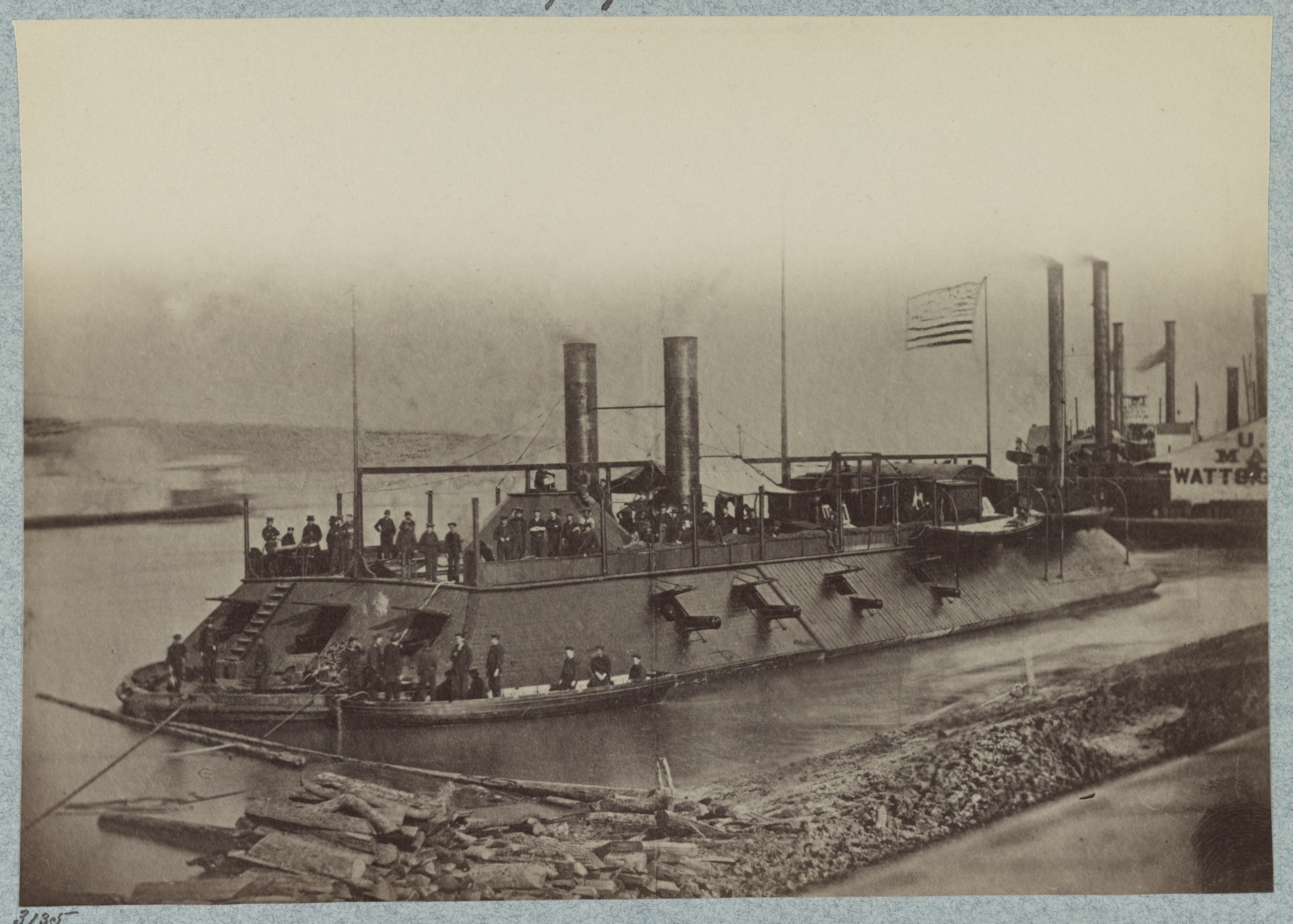
يو اس اس كايرو في عام 1862.

يو إس إس كايرو /ˈkeɪroʊ/ USS Cairo السفينة الرائدة من فئة المدينة المدرعة المصنوعة من الحديد والتي تم بناؤها في بداية الحرب الأهلية الأمريكية لتكون بمثابة زوارق حربية نهرية .
تم تسميتها كايرو على اسم القاهرة، إلينوي . في يونيو 1862، استولت على الحامية الكونفدرالية في فورت بيلو على نهر المسيسيبي ، مما مكن قوات الاتحاد من احتلال ممفيس . كجزء من رحلة يازو باس الاستكشافية ، غرقت في 12 ديسمبر 1862 أثناء إزالة الألغام للهجوم على هاينس بلوف . وكانت كايرو أول سفينة على الإطلاق تغرق بواسطة لغم يتم تفجيره يدويا عن بعد.
يمكن رؤية بقايا السفينة كايرو في حديقة فيكسبورج العسكرية الوطنية التي تضم متحفًا لأسلحتها ومخازنها البحرية.

## الخدمة في الحرب الأهلية الأمريكية

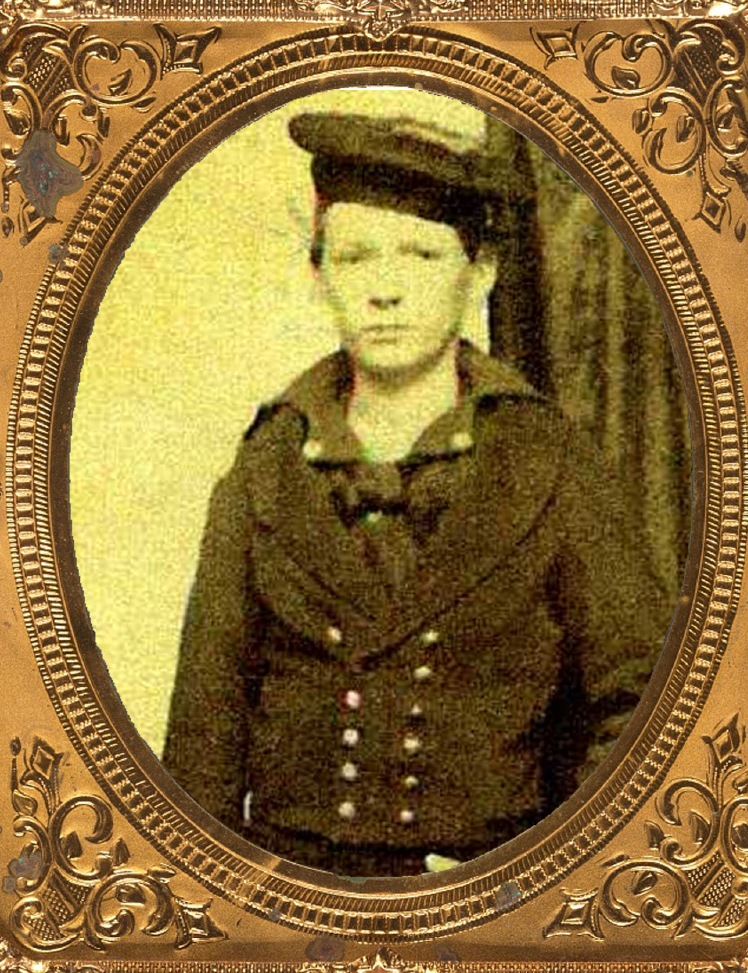
جورج ر. يوست، البالغ من العمر 14 عامًا، كان بمثابة فتى من الدرجة الأولى على متن السفينة كايرو.

تم بناء السغينة كايرو من قبل جيمس إيدز وشركاه، في ماوند سيتي، إلينوي ، في عام 1861، بموجب عقد مع وزارة الحرب الأمريكية. وتم تكليفها كجزء من أسطول الزوارق الحربية الغربي التابع لجيش الاتحاد ،  والذي كان يقوده الملازم في البحرية الأمريكية جيمس إم بريشيت . 
خدمت كايرو مع أسطول الزوارق الحربية الغربي التابع للجيش على نهري المسيسيبي و أوهايو وروافدهما حتى تم نقلها إلى البحرية في 1 أكتوبر 1862، مع الزوارق الحربية النهرية الأخرى. كان يقودها ضابط العلم أندرو هال فوت . 
نشطت كايرو في احتلال كلاركسفيل، تينيسي ، في 17 فبراير 1862، وناشفيل، تينيسي ، في 25 فبراير، ووقفت على ضفاف النهر في 12 أبريل، ورافقت قوارب الهاون لبدء العمليات الطويلة ضد فورت بيلو. كان الاشتباك مع الزوارق الحربية الكونفدرالية في بلوم بوينت بيند في 11 مايو بمثابة سلسلة من أنشطة الحصار والقصف التي بلغت ذروتها بتخلي المدافعين عن الحصن في 4 يونيو. 
وفي 6 يونيو 1862، بعد يومين، انضمت يو اس اس كايرو في انتصار سبع سفن تابعة للاتحاد وقاطرة ، انتصار على ثمانية زوارق حربية كونفدرالية قبالة ممفيس. غرقت خمسة من الزوارق الحربية المعارضة أو إنسحبت إلى الشاطئ أثناء هذا الاشتباك ؛ وأصيب زورقان اثنان بأضرار بالغة وتمكن أحدهما من الفرار. في تلك الليلة احتلت قوات الاتحاد المدينة. عادت كايرو للقيام بدوريات على نهر المسيسيبي حتى 21 نوفمبر، حتى انضمت إلى رحلة يازو باس الاستكشافية . 
في 12 ديسمبر 1862، أثناء إزالة الألغام من النهر، استعدادًا للهجوم على هاينز بلاف ، ضٌربت كايرو "بطوربيد"  (أو لغمًا بحريًا ) ، فجره متطوعون مختبئون خلف ضفة النهر وغرقت في خلال 12 دقيقة ، ولم تقع إصابات. 

## التسليح
مثل العديد من سفن مسرح المسيسيبي الحديدية، تم تغيير تسليح يو اس اس كايرو طوال عمر ها. من أجل تسريع دخولها في الخدمة تم تجهيز السفينة كايرو والسفن الأخرى من فئة سيتي بكل أسلحة كانت في متناول اليد، ثم تمت ترقية أسلحتها مع توفير قطع جديدة. على الرغم من عيار 8 بوصة (200 مـم) كانت بنادق دالغرين ذات التجويف الأملس حديثة إلى حد ما، وكانت معظم الأسلحة الأصلية الأخرى قديمة، مثل 32 رطلًا، أو معدلة، مثل "البنادق" 42 رطلًا. كانت هذه ثقوبًا ملساء في اسطوانات قديمة تم تحويلها إلى بنادق . كانت الأسلحة ذات 42 مدقة مصدر قلق خاص للقادة العسكريين لأنها كانت أضعف في هيكلها وأكثر عرضة للانفجار من المدافع البنادق المصممة لهذا الغرض. بالإضافة إلى ذلك، فإن الحدود القريبة للقتال على الأنهار زادت بشكل كبير من تهديد فرق التسلق والصعود على ظهر السفن. تم تجهيز مدفع الهاوتزر ذو الـ 12 مدقة لمعالجة هذا القلق ولم يتم استخدامه في القتال العادي.  
| يناير 1862                                                                                 | نوفمبر 1862 |
| • ثقوب ملساء مقاس 3 × 8 بوصة • بندقية 6 × 42 مدقة • بنادق 6 × 32 مدقة • 1 × بندقية 12 مدقة | • ثقوب ملساء مقاس 3 × 8 بوصة • 3 × بنادق 42 مدقة • بندقية 6 × 32 مدقة • 1 × بندقية 30 مدقة • 1 × بندقية 12 مدقة |

## اكتشاف الحطام
على مر السنين تم نسيان السفينة الحربية وتغطت ببطء بالطمي والرمال. وتحولت يو اس اس كايرو ، التي غمرها الطين، إلى كبسولة زمنية حفظت فيها آثارها التاريخية الفريدة ضد التآكل والتدهور البيولوجي. أصبح مكان وجودها موضع تكهنات، حيث توفي أفراد الطاقم ولم يكن السكان المحليون متأكدين من موقع وجودها.

## اقرأ أيضا
- يو إس إس جيرالد فورد